# 热尔朗
热尔朗（法語：Gerland，法語發音：[ʒɛʁlɑ̃]）是法国科多尔省的一个市镇，位于该省南部，属于博讷区。

## 地理
热尔朗（47°5'40"N, 5°0'23"E）面积20.68 平方千米，位于法国勃艮第-弗朗什-孔泰大區科多尔省，该省份为法国中东部省份，北起奥布省，西接涅夫勒省和约讷省，南至索恩-卢瓦尔省，东南接汝拉省，东临上索恩省，东北部与上马恩省接壤。
与热尔朗接壤的市镇（或旧市镇、城区）包括：邦库尔勒布瓦、阿尔日伊、坎塞、圣尼古拉莱西托、维勒比绍、阿让库尔、布鲁万。

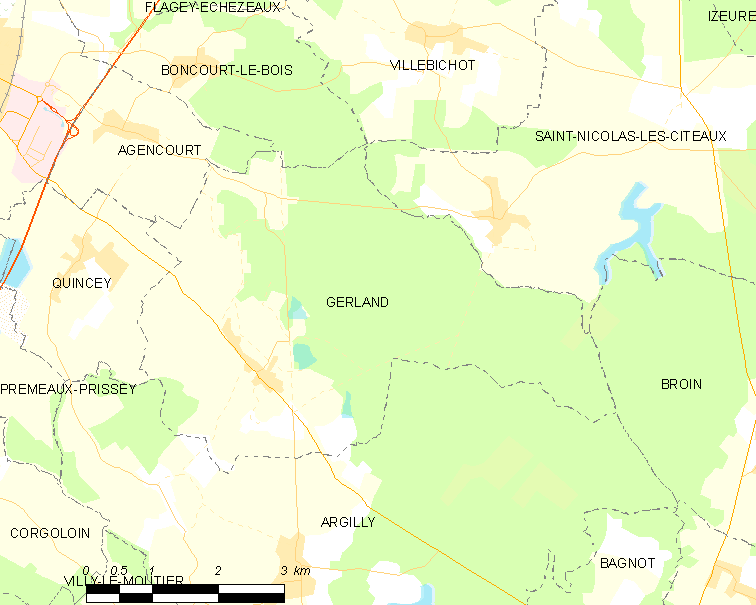
热尔朗的OSM定位图

热尔朗的时区为UTC+01:00、UTC+02:00（夏令时）。

## 行政
热尔朗的邮政编码为21700，INSEE市镇编码为21294。

## 政治
热尔朗所属的省级选区为尼伊圣乔治县。

## 人口

1962-2008年间热尔朗人口变化图示

热尔朗于2022年1月1日时的人口数量为441人。